# Klisa (Republika Serbska)
Klisa (cyr. Клиса) – wieś w Bośni i Hercegowinie, w Republice Serbskiej, w mieście Zvornik. W 2013 roku liczyła 325 mieszkańców.